# 米米CLUB大全集Vol.8 SHARISHARISM 7 2much-2ist
『米米CLUB大全集Vol.8 SHARISHARISM 7 2much-2ist』（トゥーマッチ・ツイスト）は、1989年8月10日に発売された米米CLUBのVHS。

## 解説
- コンサートツアー「a K2C ENTERTAINMENT SHARISHARISM 7 2much 2ist」の東京ベイNKホールでの映像を収録。

## 収録曲
全作詞・作曲：米米CLUB（注記を除く）
1. MY SWEET SWEET SHOW TIME
2. BEE BE BEAT
3. 2much 2ist
4. 2much 2ist Special Medley
  1. いつのまにか
  2. あの時君は若かった（作詞：菅原芙美恵、作曲：かまやつひろし）
  3. わたし祈ってます（作詞・作曲：五十嵐悟）
  4. シンプル・マインド
5. Don't You Cry
6. 白いブランコワルツ/J.O登場
7. グキ･グキ･ウーマン
8. ジャバ・ザ・ハット
9. FUNK A ねーちゃん
10. なんですか これは
11. どぶ
  1. リンダリンダ（作曲：甲本ヒロト）
  2. 夢想花（作詞・作曲：円広志）